# Rybij Khvost Gulf
Rybij Khvost Gulf är en udde i Antarktis. Den ligger i Östantarktis. Australien gör anspråk på området.
Terrängen inåt land är huvudsakligen platt. Trakten är obefolkad. Det finns inga samhällen i närheten. 